# Matsumyia
Matsumyia là một chi ruồi trong họ Syrphidae.